# Fapdolop
Fapdolop est un village du Cameroun, appartenant à la commune de Bangangté, dans le département du Ndé et la Région de l'Ouest. 

## Population
Lors du recensement de 2005, la population de Fapdolop était de 51 habitants.